# Orlinek (skocznia narciarska)
Orlinek im. Stanisława Marusarza – normalna skocznia narciarska w Karpaczu o rozmiarze HS-94.

## Historia
Pierwsza skocznia narciarska w Karpaczu powstała w 1912 roku i nosiła nazwę Schneekoppenschanze. W czasie swojego istnienia była dwukrotnie powiększana, jej ostatni rekord ustanowił Niemiec Karl-Heinz Breiter w 1938 roku, osiągając 45,5 metra. Po zakończeniu działań wojennych na pobliskim terenie została zbudowana, pod kierownictwem Stanisława Marusarza, nowa skocznia, której nazwa „Orlinek” odwoływała się do istniejącej w Karpaczu w latach 1945-1946 Szkoły Orląt. Obiekt ten istniał do roku 1962, kiedy to wieża najazdowa zawaliła się wskutek wichury. Skocznia została odbudowana w roku 1978. Powstał wtedy zupełnie nowy najazd o metalowej konstrukcji z punktem konstrukcyjnym na 73. metrze. W roku 2000, w związku z zaplanowanymi na kolejny rok mistrzostwami świata juniorów w narciarstwie klasycznym, Orlinek został gruntownie zmodernizowany. Skocznia została powiększona (punkt „K” 85 m), ponadto zamontowana została winda dla zawodników i nowe stanowiska dla sędziów.
Na przełomie stycznia i lutego 2001 roku skocznia Orlinek była areną zmagań najlepszych młodych skoczków i kombinatorów norweskich. W rozegranym 1 lutego konkursie drużynowym skoków zwyciężyła reprezentacja Finlandii, pokonując Austriaków i Niemców. Dwa dni później odbyła się rywalizacja indywidualna w której triumfował Veli-Matti Lindström przed Manuelem Fettnerem i Florianem Lieglem.
Od czasu ostatniej przebudowy skocznia często gościła zawodników startujących w Pucharze Kontynentalnym w kombinacji norweskiej (ostatni raz w sezonie 2009/2010), w 2004 roku na Orlinku odbyły się mistrzostwa Polski w skokach narciarskich, podczas których Adam Małysz uzyskał rekordową odległość – 94,5 metra. Od sezonu 2009/2010 na skoczni nie odbyły się żadne zawody. W roku 2011 zlikwidowana została sekcja skoków narciarskich klubu sportowego w Karpaczu, co oddaliło możliwość zmiany tego stanu rzeczy.
W sezonie letnim wieża skoczni wykorzystywana jest jako centrum sportów ekstremalnych (skoki na bungee, zjazdy na linie) i punkt widokowy, natomiast zeskok, zalany w dolnej części, niszczeje.

## Parametry skoczni
- Punkt konstrukcyjny: 85 m
- Wielkość skoczni (HS): 94 m
- Długość najazdu: 85 m
- Nachylenie progu: 10°
- Wysokość progu: 2,2 m
- Nachylenie zeskoku: 33°

## Rekordziści skoczni
| Lp. | Dzień       | Rok  | Zawodnik             | Odległość | Zawody                      | Uwagi              |
| --- | ----------- | ---- | -------------------- | --------- | --------------------------- | ------------------ |
| 1.  | 1 lutego    | 2001 | Veli-Matti Lindström | 92,5 m    | Mistrzostwa świata juniorów |                    |
| 2.  | 28 stycznia | 2004 | Mateusz Rutkowski    | 92,5 m    | Mistrzostwa Polski          | wyrównanie rekordu |
| 3.  | 29 stycznia | 2004 | Adam Małysz          | 94,5 m    | Mistrzostwa Polski          |                    |

## Galeria

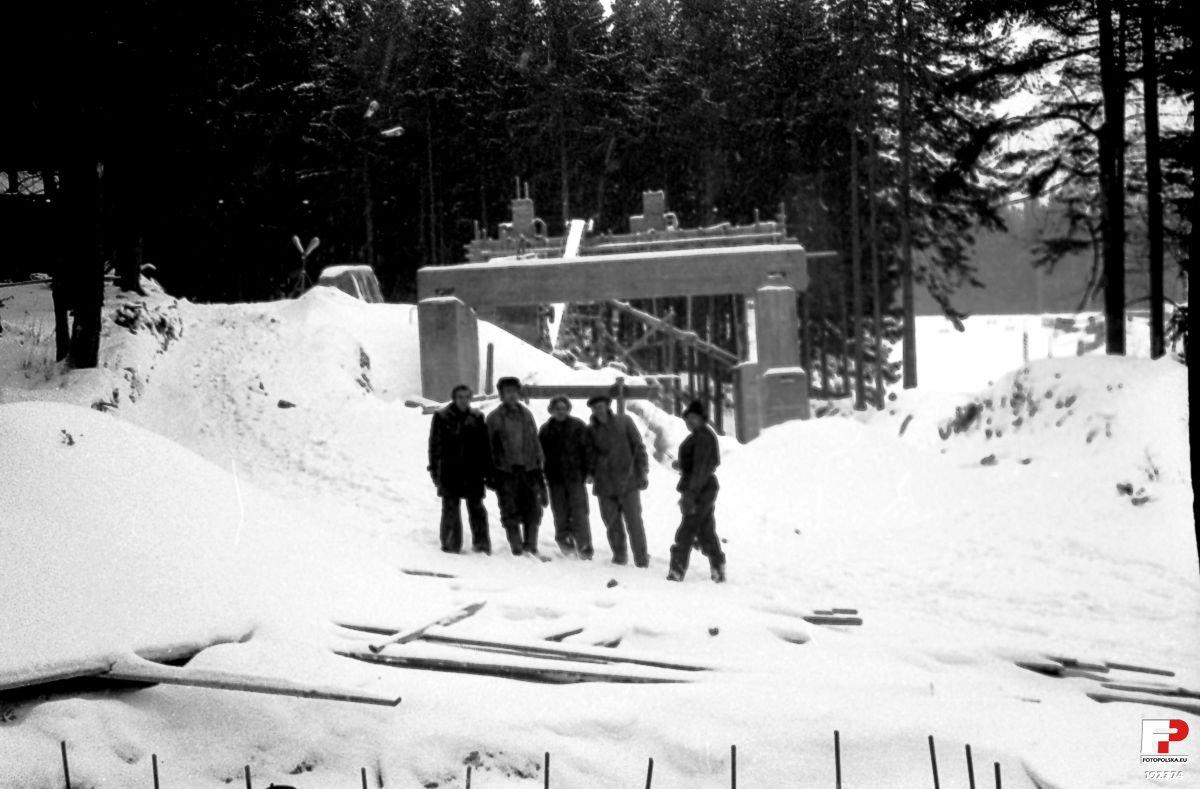
Skocznia w budowie, lata 70. XX wieku.
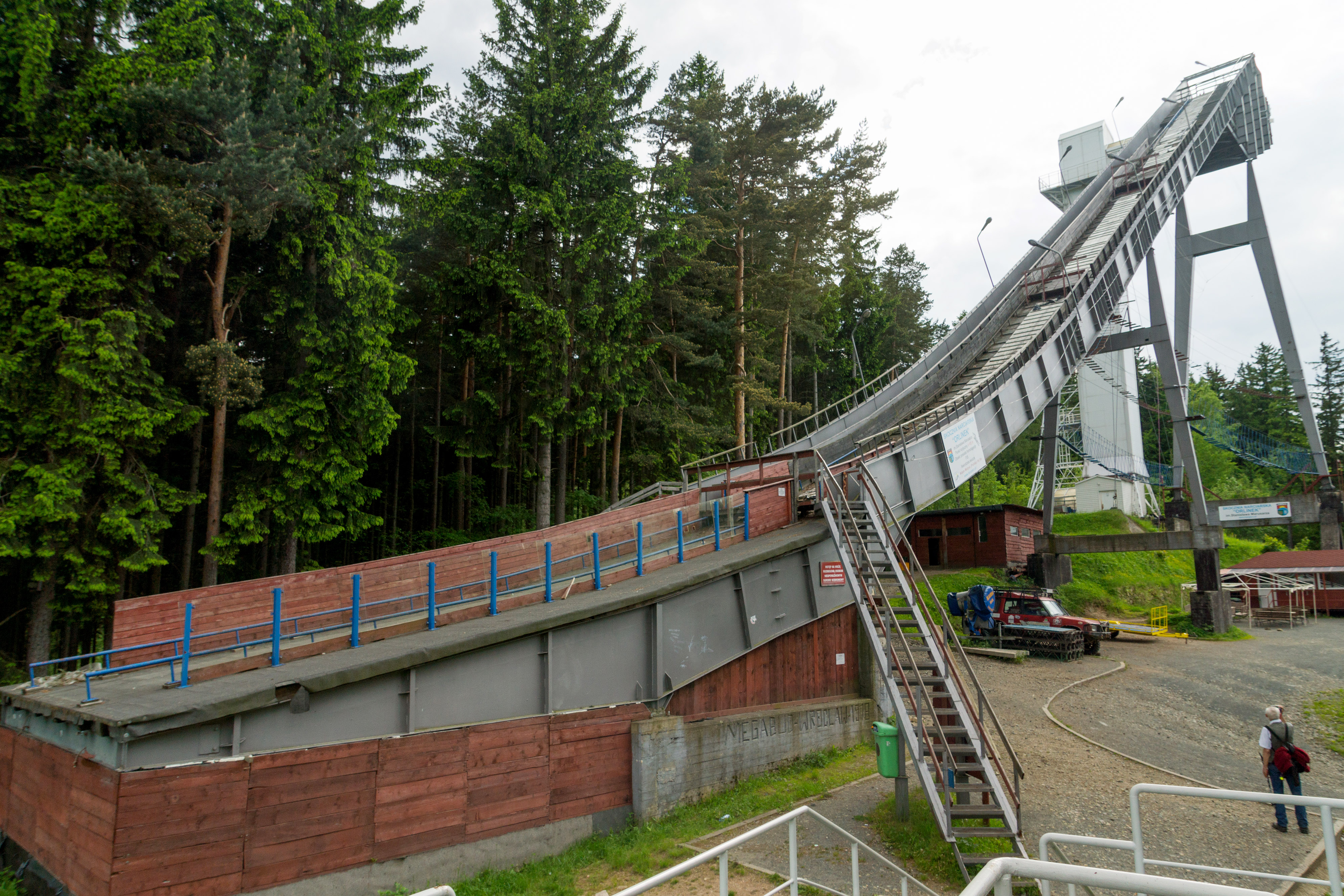
Punkt widokowy na skoczni.
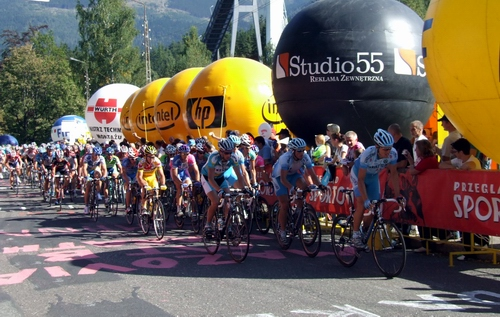
Peleton Tour de Pologne, mijający skocznię, 2006.
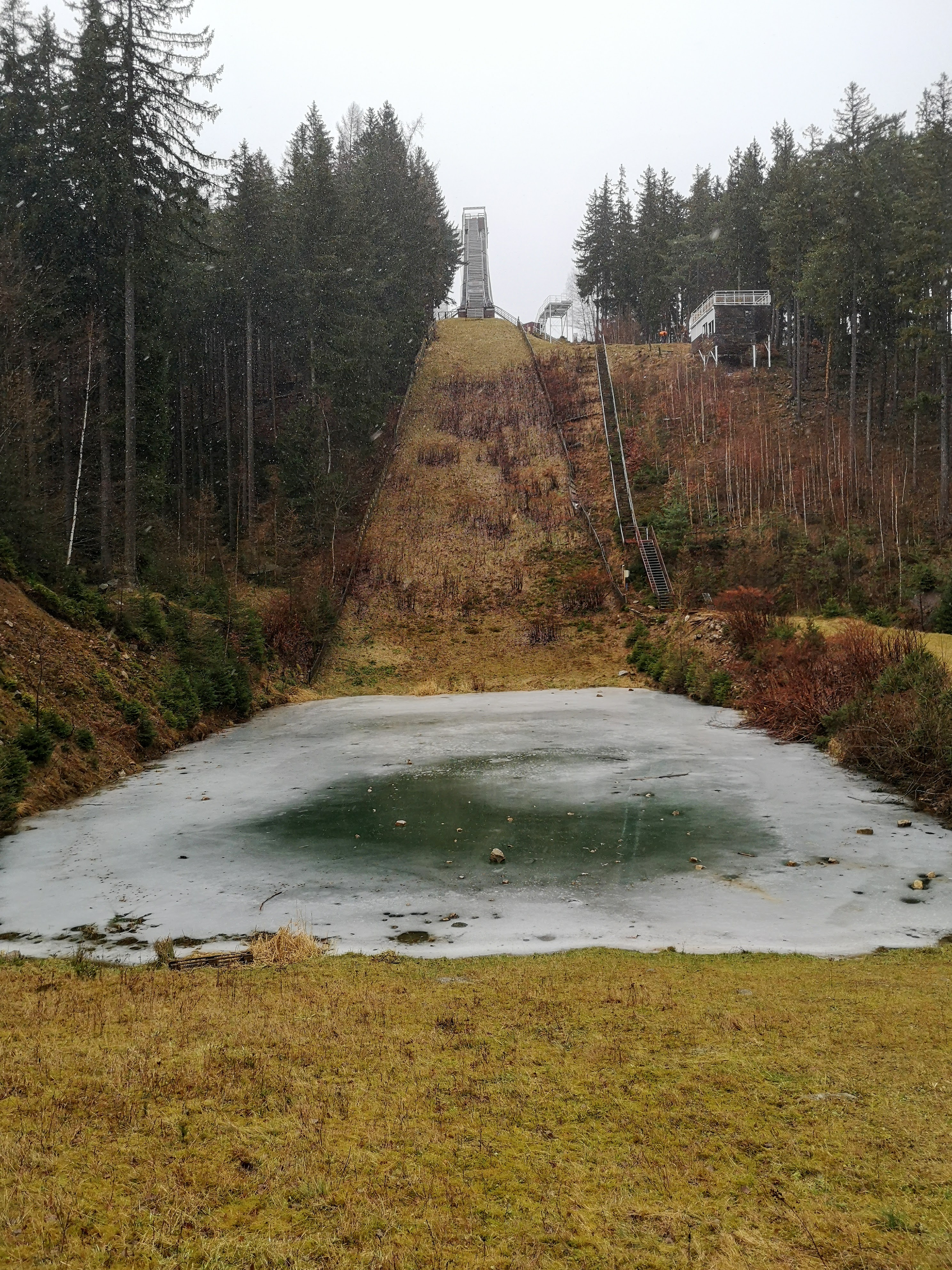
Skocznia narciarska Orlinek w 2022 roku